# Campeonato Acriano de Futebol Infantil
O Campeonato Acriano de Futebol Infantil é uma competição anual de futebol masculino, atualmente para jogadores com menos de 15 anos de idade, organizada pela Federação de Futebol do Estado do Acre.

## Títulos por equipe
| Clube         | Cidade      | Títulos              |
| ------------- | ----------- | -------------------- |
| Galvez        | Rio Branco  | 3 (2015, 2016, 2017) |
| Vasco da Gama | Rio Branco  | 2 (2012, 2013)       |
| Extrema       | Porto Velho | 1 (2014)             |
| Independência | Rio Branco  | 1 (2019)             |
| Rio Branco    | Rio Branco  | 1 (2011)             |
| São Francisco | Rio Branco  | 1 (2018)             |